# István Ilku
Dans le nom hongrois Ilku István, le nom de famille précède le prénom, mais cet article utilise l’ordre habituel en français István Ilku, où le prénom précède le nom.
István Ilku (né le 6 mars 1933 à Budapest en Hongrie et mort le 17 avril 2005 à Dorog) est un joueur de football international hongrois qui évoluait au poste de gardien de but avant de devenir entraîneur.

## Biographie

### Carrière de joueur

#### Carrière en sélection
Avec l'équipe de Hongrie, il joue 9 matchs (pour aucun but inscrit) entre 1956 et 1963. 
Il joue son premier match le 29 février 1956 face au Liban et son dernier le 2 juin 1963 contre la Tchécoslovaquie.
Il figure dans le groupe des sélectionnés lors des Coupe du monde de 1958 et de 1962 (sans jouer de matchs). Il dispute toutefois deux rencontres comptant pour les éliminatoires des coupes du monde 1958 et 1962.